# Zach Galligan
Zachary Wolfe Galligan (Nueva York, 14 de febrero de 1964) es un actor estadounidense.

## Carrera
A lo largo de su carrera ha actuado en varias películas y series de televisión.
Comenzó su carrera como actor en la serie de televisión ABC Afterschool Specials. Protagonizó Gremlins (1984), junto con Phoebe Cates, película dirigida por Joe Dante; Waxwork (1988), junto con Deborah Foreman y Dana Ashbrook; y Gremlins 2: The New Batch (1990), junto con Phoebe Cates. Actuó en Zandalee (1991), junto con Nicolas Cage; y protagonizó Waxwork II: Lost in Time (1992), junto con Monika Schnarre y Bruce Campbell; y Gabriela (2001).

## Vida personal
En 2005 se casó con Ling-Ling Hu Ingerick, de quien se divorció en 2010.

## Filmografía

### Películas
- Evil Little Things (2019) Papel: Step Dad
- Madness in the Method (2018) Papel: Director / Zach / Abogado de Kevin Smith
- The Pack (2018) Papel: Anson
- Slay Utterly (2017) Papel: Walter Byrne
- Kampout (2016) Papel: Detective Benson
- The Chair (2016) Papel: Riley
- Hatchet III (2013) Papel: Sheriff Fowler
- Cut (2009) .... Jack
- The Pack (2009) .... Anson
- Jewslim (2008) .... Yoseph Caldwell
- Let Them Chirp Awhile (2007) .... Hart Carlton
- Legion of the Dead (2005) .... Dr. Swatek
- Momentum (2003) .... Director Hammond
- Infested (2002) .... Warren
- What They Wanted, What They Got (2001) .... Pete Drake
- Point Doom (2001) .... Spider
- Gabriela (2001) .... Pat
- The Tomorrow Man (2001) .... Spence
- G-Men from Hell (2000) .... Dalton
- Little Insects (2000) (voz) .... King Foptop
- Arthur's Quest (1999) .... Rey Pendragon
- Raw Nerve (1999) .... Ethan Lang
- The Storytellers (1999)
- Storm Trooper (1998) .... Kreigal
- The First to Go (1997) .... Adam Curtis
- Prince Valiant (1997) .... Sir Kay
- Cupid (1997) .... Eric Rhodes
- Cyborg 3: The Recycler (1994) .... Evans
- Ice (1994) .... Rick Corbit
- Caroline at Midnight (1994) .... Jerry Hiatt
- For Love and Glory (1993) .... Thomas Doyle
- All Tied Up (1993) .... Brian Hartley
- Warlock: The Armageddon (1993) .... Douglas
- Round Trip to Heaven (1992) .... Steve
- Psychic (1992) .... Patrick
- Waxwork II: Lost in Time (1992) .... Mark Loftmore
- Zandalee (1991) .... Rog
- Gremlins 2: The New Batch (1990) .... William "Billy" Peltzer
- Mortal Passions (1989) .... Todd
- Rising Storm (1989) .... Artie Gage
- Waxwork (1988) .... Mark Loftmore
- Surviving (1985) .... Rick Brogan
- Nothing Lasts Forever (1984) .... Adam Beckett
- Gremlins (1984) .... William "Billy" Peltzer
- Jacobo Timerman: Prisoner Without a Name, Cell Without a Number (1983)

### Series de televisión
- Law & Order: Criminal Intent .... Eddie Malloy (1 episodio: Happy Family, 2003)
- 7th Heaven .... Dr. Kent (1 episodio: Worked, 2001)
- Chicken Soup for the Soul .... Joven (1 episodio: My convertible, 1999)
- La Red .... Aaron Mitchelson (1 episodio: Diamonds Aren't Forever, 1998)
- Star Trek: Voyager .... Ensign David Gentry (1 episodio: In the flesh, 1998)
- The Love Boat: The Next Wave .... Bill Chase (1 episodio: Reunion, 1998)
- Dr. Quinn, Medicine Woman .... Chester Barnes (1 episodio: Homecoming, 1997)
- Pacific Blue .... Ron Jeffries (1 episodio: Takedown, 1996)
- Extreme (1 episodio: Pilot, 1995)
- Tales from the Crypt .... David (1 episodio: Strung Along, 1992)
- Melrose Place .... Rick Danworth (1 episodio: For love of money, 1992)
- The Hitchhiker (1 episodio: Toxic shock, 1990)
- American Playhouse .... William 'Hickey' Hicks (1 episodio: The prodigious Hickey, 1987)
- The Lawrenceville Stories (1986) TV miniseries .... Hickey
- Crossings (1986) TV miniseries .... Robert DeVilliers
- ABC Afterschool Specials .... Greg Pscharapolus (1 episodio: A very delicate matter, 1982)

### Teatro
- Biloxi Blues (1985), de Neil Simon.